# Route des Crêtes (Vogesen)

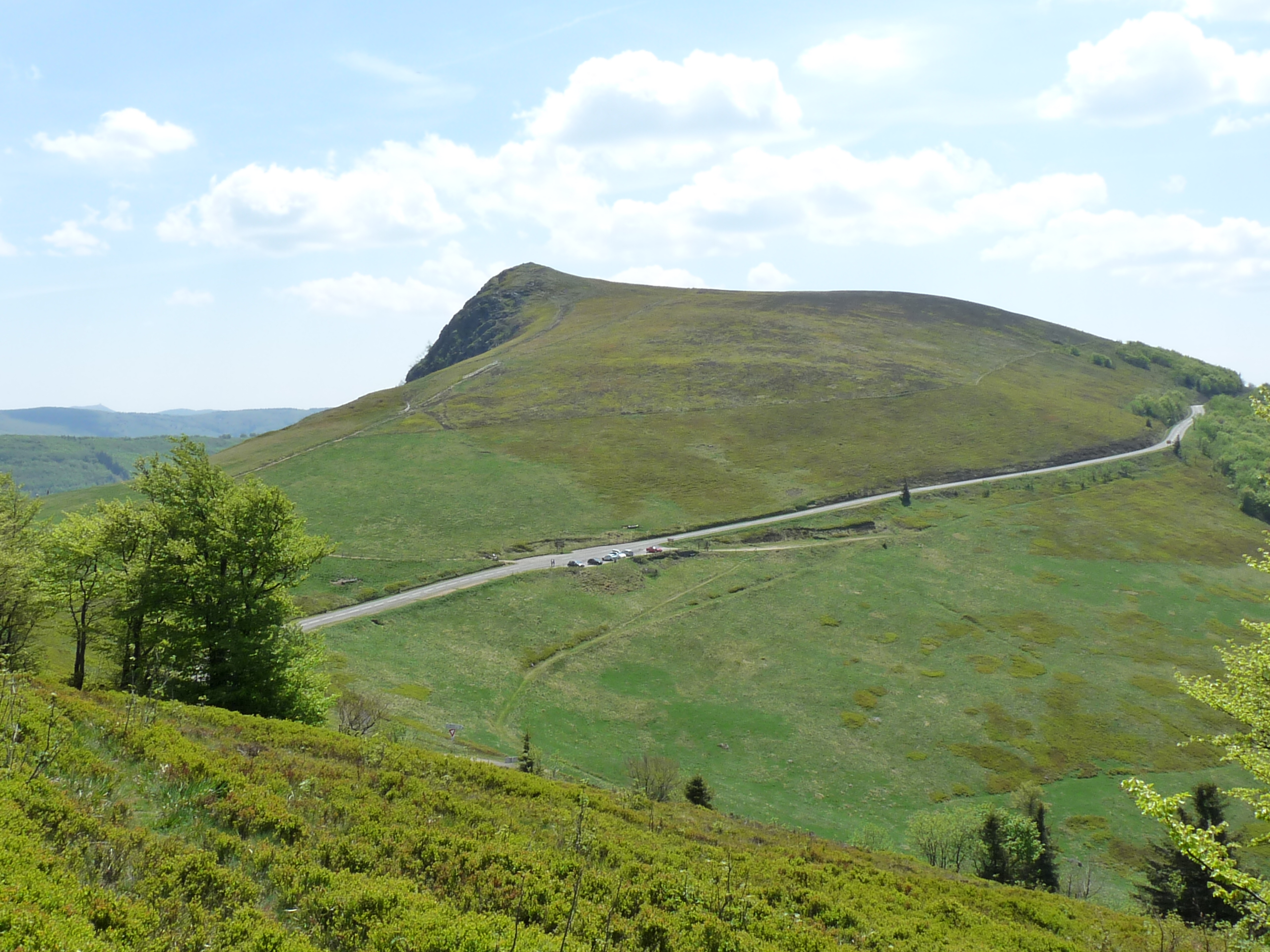
Die Route des Crêtes am Westhang des Rothenbachkopfes

Die Route des Crêtes („Gipfelstraße“, auch Vogesenkammstraße)  ist eine beliebte Ausflugsstraße in den Vogesen (frz. Vosges) und durchquert den Regionalen Naturpark Ballons des Vosges. Sie umfasst Abschnitte der Departementsstraßen D 148, D 61, D 430 und D 431 (von Nord nach Süd).

## Geographie
Die 77 km lange Route des Crêtes verläuft vom Col du Bonhomme in der Nähe des Lac Blanc im Norden bis nach Cernay im Süden. Sie verläuft dabei meist westlich der Gipfel (unter anderen Gazon du Faing, Hohneck, Kastelberg, Rainkopf) und bewegt sich meist zwischen 950 und 1250 Metern Höhe. Höchster Punkt ist der 1.343 Meter hohe Col du Grand Ballon zwischen dem Markstein und dem Hartmannswillerkopf (frz. Vieil Armand) in der Nähe des Großen Belchen (frz. Grand Ballon).

## Geschichte
Die Route des Crêtes war ursprünglich eine Militärstraße, die von den Franzosen während des Ersten Weltkriegs zur Versorgung der Armee bei der Eroberung des 1871 an das Deutsche Reich gefallenen Elsass gebaut wurde (Hartmannswillerkopf). Sie verläuft fast ununterbrochen auf westlicher Seite etwas unterhalb des Gipfelkamms und damit in Deckung vor deutschem Beschuss. Anders als die meisten anderen Straßen verbindet sie damit keine Orte untereinander. Auf dem Gipfelkamm verlief damals auf weiten Strecken die deutsch-französische Grenze, die Grenzsteine sind zum großen Teil heute noch sichtbar.

## Tourismus
Heute ist diese Straße eine beliebte Touristenstrecke, vor allem für Motorräder und Radfahrer. Im Winter wird die Straße teilweise nicht vom Schnee geräumt, stattdessen werden auf der Straße Langlaufloipen gespurt und Winterwanderwege gewalzt. Stellenweise führen auch Skipisten darüber (z. B. am Kastelberg oder am Lac Blanc). Die Sperrung wegen Schnees kann bis in den Frühling (April/Mai) andauern. Bei gesperrter Strecke geschieht das Befahren auf eigene Gefahr.